# Visoko barje
Visoko barje je mokrišče, katerega rastline so z nalaganjem izgubile stik s podtalnico. Zato tukaj uspevajo rastline, ki so prilagojene na pogoje z malo hranilnimi in mineralnimi snovmi.
Pri visokem barju stika s podtalnico ni in so rastline, kar se preskrbe z vodo tiče, odvisne izključno od s hranili revno padavinsko vodo. Takšne razmere prenese le malokatera rastlina, zato je rastlinstvo visokih barij specifično in se močno razlikuje od rastlinstva okolice. Nekatera visoka barja porašča zgolj zeliščna in mahovna plast, v najboljšem primeru pa na njih naletimo na večje ali manjše otoke rušja. Na samem robu barja se običajno rušju priključi smreka, ki pa je zaradi mineralno revne šotne plasti slabo razvita in pritlikava.

## Nastanek visokega barja
Šotni mah ima svojevrstno sposobnost, da navzgor stalno priraščajo mladi poganjki, spodnji deli pa se postopoma spreminjajo v šoto. Na ta način se plast šote debeli, celotno barje pa se dviguje nad okolico. Tako rastline izgubijo stik s podtalnico, kar prenese le malokatera rastlina. Šotni mah zrase na leto 7 do 10 mm, v 10 letih se ustvari približno 1 cm debela plast šote. Rastlinske in živalske ostanke razkrajajoča huminska kislina rjavo obarva vodo v barjanskih okencih. Zaradi velike količine vode razvoj življenja na visokem barju spomladi v primerjavi z okolico kasni, jeseni pa se zaradi toplotnoizolacijskega učinka življenje nekoliko podaljšuje.

## Rastlinstvo
Zgolj z deževnico se je sposoben prehranjevati le šotni mah, graditelj visokega barja. Za vse druge rastline so na prehransko revnih in kislih tleh rastne razmere skorajda neprimerne. Rastline visokih barij, ki so prilagojene na mineralno revno rastišče, so ombrotrofne vrste. Vresnice, pogoste rastline visokih barij, učinkovito sprejemajo hranila iz tal s pomočjo mikoriznih gliv, medtem ko so mesojede rastline (rosika in mastnica) sposobne sprejemati hranila živalskega izvora.
Botanične analize so pokazale, da je mogoče na enem samem visokem barju najti poleg ombotrofnih rastlin (takih, ki se hranijo le z deževnico), tudi rastline, ki se hranijo z rudninsko vodo, ne glede na to, ali se nahaja v barju kot podtalnica ali pa vanj priteka kot površinska voda. Na visokem barju lahko uspeva tudi kaka nizkobarjanska rastlina, ker je na njenem rastišču po naključju nekaj več dušika.
Rastline na visokih barjih so kisloljubne vrste. Vodne razmere barja so spremenljive, saj so rastline lahko poplavljene, tiste na vrhu šotnih kupov pa so pogosto izpostavljene sušnim razmeram. Prevladujejo vodoljubne in vlagoljubne vrste. Vendar so se nekatere rastline prilagodile na nadolgotrajnejšo sušo s kseromorfno zgradbo listov ali pa so sposobne preko listov vpijati padavinsko vodo. Temperaturna nihanja barja so velika - površina barja se ob sončnem vremenu segreje do 50 °C, ponoči pa se zelo ohladi. Rastline visokih barij so zaradi posebnih razmer ozki specalisti, ki uspevajo le tu in se močno razlikujejo od rastlinstva okolice.

## Ogroženost
Visoka barja so s stališča varovanja narave dragocena naravna vrednota. Zaradi značilnih življenjskih razmer so se nanje prilagodile le redke vrste. Visoka barja predstavljajo edinstveni ekosistem, kjer najdejo svoj življenjski prostor številne redke in ogrožene rastlinske in živalske vrste, ki prispevajo k biodiverziteti. Barja omogočajo preučevanje razvoja rastlinstva v preteklosti, ker se deli rastlin ohranjajo v šoti več tisočletij. Na podlagi analize pelodnih zrn iz različnih globin se da ugotoviti, katere rastline so v preteklosti uspevale na tem območju.
Visoka barja so občutljiva za vnos rudninske vode in dušikovih spojin.

## Visoka barja v Sloveniji
Ime visoko barje ni povezano z nadmorsko višino, čeprav so danes na Slovenskem najlepša barja v višje ležečih predelih na Pokljuki (npr. šotno barje Goreljek) Jelovici in na Pohorju.
Ostanki nekdanjega visokega barja so danes vidni tudi na Ljubljanskem barju večinoma kot gozdički breze in rdečega bora. Preden so ga osušili, so bila to najjužnejša in najnižje ležeča visoka barja v Srednji Evropi. Ob izsuševanju so z barja porezali ogromne količine šote, kar je povzročilo izumrtje mnogih predstavnikov barjanskega rastlinstva.